# Micropropagación

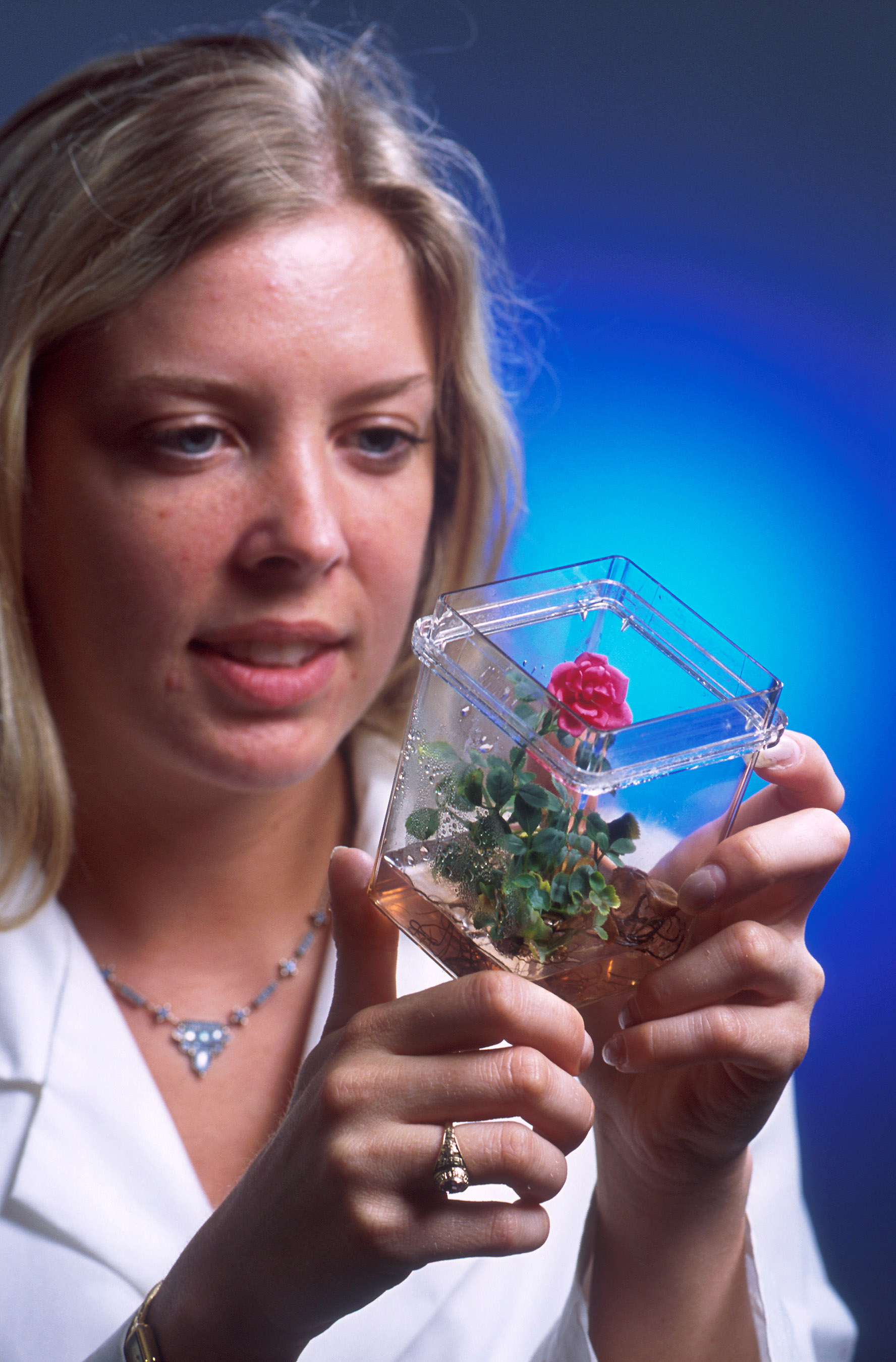
micropropagación de cultivares de Rosa mediante técnicas de cultivo in vitro.

Micropropagación es el conjunto de técnicas y métodos de cultivo de tejidos utilizados para multiplicar plantas asexualmente de forma rápida, eficiente y en grandes cantidades.
La micropropagación se utiliza para multiplicar o propagar plantas nuevas, tales como aquellas creadas por ingeniería genética, mutagénesis o mejora genética. Se utiliza también la micropropagacion para obtener plantas libres de enfermedades (tales como virosis) u obtener grandes cantidades de plantas que no se propagan eficientemente. 

## Generalidades sobre los métodos
En la micropropagación, a partir de un fragmento (explanto) de una planta seleccionada (llamada planta madre), se obtiene una descendencia uniforme, con plantas genéticamente idénticas, denominadas clones. El explanto más usado para los procesos de propagación in vitro son las yemas vegetativas de las plantas. Los frascos que contienen las plantas se ubican en estanterías con luz artificial dentro de la cámara de crecimiento, donde se fija la temperatura en valores que oscilan entre los 21 y 23 °C, además de controlar la cantidad de horas de luz. Por su parte, el medio de cultivo se compone de una mezcla de sales minerales, vitaminas y reguladores de crecimiento, azúcar, agua y agar. La composición del medio depende de la especie vegetal y de la etapa del proceso de micropropagación.

## Fases del proceso de micropropagación
Dentro del proceso de micropropagación se pueden diferenciar varias fases o etapas:
- 1: Desinfección de las yemas de la planta y/o desinfección de semillas
- 2: Introducción del material seleccionado in vitro
- 3: Multiplicación de brotes
- 4: Enraizamiento
- 5: Aclimatación

Esta secuencia de etapas abarca el ciclo completo de la multiplicación de plantas in
vitro y puede ser aplicada a diferentes especies vegetales. 

### Preparación de la planta madre
Para poder establecer el cultivo en condiciones de asepsia, se deben obtener explantos
con un nivel nutricional y un grado de desarrollo adecuado. Para obtener estos
explantos es recomendable mantener a las plantas madre, es decir la planta donante
de yemas, durante un período que puede oscilar entre unas semanas o
varios meses en un invernadero bajo condiciones controladas. En ese ambiente se
cultiva la planta en condiciones sanitarias óptimas y con un control de la nutrición y
riego adecuados para permitir un crecimiento vigoroso y libre de enfermedades.

### Desinfección del material vegetal
Una vez elegida la planta madre, se extraerán los fragmentos a partir de los cuales se
obtendrán los explantos. Los explantos pueden ser yemas, trozos de hojas, porciones
de raíces o semillas. Antes de extraer los explantos se hará una desinfección de los
fragmentos de planta madre para eliminar los contaminantes externos. Los
contaminantes más comunes son los hongos y las bacterias que habitan en forma
natural en el ambiente. Una vez desinfectado el material vegetal, se debe mantener en
condiciones de asepsia. A efectos de obtener tales condiciones, se trabaja en cabinas de flujo
laminar para extraer los explantos a partir del material vegetal. Estos explantes se
introducirán en un tubo de cultivo conteniendo medio de cultivo para poder controlar
la sanidad y la viabilidad, luego de realizar la desinfección del material con hipoclorito
de sodio (agua clorada comercial), pura o diluida durante un período de 5 a 15 minutos,
seguido por 3 a 4 enjuagues en agua esterilizada.

### Introducción del materialin vitro
Luego de la desinfección superficial, las semillas o las yemas dependiendo del material
seleccionado, se ponen en medio de cultivo estéril. En un período de una semana o
quince días, comienza el proceso de germinación o regeneración de nuevos tejidos
vegetales, iniciando el ciclo de cultivo in vitro.

### Multiplicación de los brotes
Durante esta fase se espera que los explantes que sobrevivieron las fases anteriores
originen brotes (de procedencia axilar o adventicia) con varias hojas. En la base de
cada hoja hay una yema que se desarrollará luego de ser puesta en contacto con el
medio de cultivo. Periódicamente estos nuevos brotes se deben subcultivar en un
nuevo medio mediante divisiones y resiembras en tubos de cultivo u otros recipientes
adecuados. Estas operaciones se realizan en la cámara de flujo laminar o en un lugar
aislado que nos permita mantener las condiciones de asepsia. De esta forma aumenta
el número de plantas en cada repique o división de las plantas.
El número de plantas que se obtiene dependerá de la especie vegetal y de las
condiciones del medio de cultivo. El número de plantas que se obtiene por la vía de la
micropropagación permite alcanzar incrementos exponenciales, considerando que
todos los factores que afectan el crecimiento hayan sido optimizados.

### Elección de un medio de enraizamiento de los explantos
Para enraizar los explantos se utilizan principalmente plantines individuales de un
tamaño aproximado de 2 cm. Los brotes obtenidos durante la fase de
multiplicación se transfieren a un medio libre de reguladores de crecimiento o que solo
contenga hormonas del tipo de las auxinas. Algunas especies de plantas no necesitan pasar
por esta etapa y emiten sus raíces en el mismo medio de cultivo donde desarrollan
yemas nuevas, por lo tanto el proceso de multiplicación y enraizamiento transcurren en
forma simultánea.

### Aclimatación de los explantos enraizados
Los explantos recién enraizados son muy sensibles a los cambios ambientales, de
manera que el éxito o el fracaso de todo el proceso depende de la aclimatación. En
esta etapa las plantas sufrirán cambios de diferente tipo que permitirán la adaptación
de las mismas a vivir en condiciones naturales. En el momento en que se extraen los
explantos o plantines enraizados de los frascos, están poco adaptados a crecer en un
invernáculo, ya que estos explantes han enraizado y crecido en ambientes con una
humedad relativa muy elevada y generalmente tienen estomas (estructuras
responsables de regular la transpiración y pérdida de agua en la planta) que no son
completamente funcionales frente a descensos de la humedad relativa, y por lo tanto
demasiado lentos para evitar la desecación del explante. Por otra parte, crecer en
ambientes tan húmedos también suele implicar la falta de una cutícula con cera bien
desarrollada, que representa la barrera física para evitar la pérdida de agua a lo largo
de toda la superficie de la planta.
Los plantines enraizados, deben ser aclimatados a las condiciones de humedad del
invernadero disminuyendo progresivamente la humedad relativa e incrementando
progresivamente la intensidad de luz. Estos plantines se plantarán en contenedores
(almacigueras) cubiertos por un plástico, para mantener la humedad relativa elevada.
La elección de un sustrato con buenas características físicas, es clave para el éxito de
esta etapa. Para el trasplante, elegimos un sustrato suelto, poroso, con mezcla de
arena turba, cáscara de arroz quemado , para permitir un desarrollo y crecimiento de
raíces muy rápido. Las mezclas son diferentes y muy variadas de acuerdo a la especie
con la que estamos trabajando.
Luego de retirar cuidadosamente el agar de las raíces para evitar dañarlas, los
plantines se enjuagan y se colocan en almacigueras con la mezcla de sustratos
seleccionada y cubiertos con nylon. Todos los días se debe controlar el nivel de
humedad en las almacigueras. Si es necesario, se aplica un riego con una
pulverizadora manual, para mantener un ambiente húmedo a nivel del sustrato. A los
15 días del trasplante, se puede comenzar a levantar la cobertura de nylon en las horas
de menor calor( temprano en la mañana o en la última hora de la tarde). Al comienzo
las plantas se dejan media hora por día destapadas. A la semana siguiente se dejan
destapadas durante una hora. Al mes del trasplante, se dejan tapadas durante la noche
y si hay crecimiento de nuevas hojas, las plantas pueden permanecer destapadas. Las
condiciones del cultivo in vitro , generan cambios en algunos aspectos anatómicos y
fisiológicos de las plantas, por esta causa, durante la aclimatación, los cambios deben
ser muy graduales, para minimizar el estrés y tener mayor tasa de sobrevivencia.